# カークス (小惑星)
カークス（仮符号:1978 CA）とは、石質の小惑星で、地球近傍天体に分類され、直径約1キロメートルのアポロ群に属する潜在的に危険な小惑星である。1978年2月8日、チリ北部に位置するヨーロッパ南天天文台（ESO）のラ・シヤ天文台でドイツの天文学者ハンス＝エミール・シュスターによって発見されたがその後失われ、2003年に再発見されて軌道が確定された。カークスの軌道は金星と火星の間に位置している。
この小惑星は、ヘーラクレースによって殺された火を吐く怪物であるカークスにちなんで、ローマ神話から名付けられた。この正式な名称は、2007年11月24日に小惑星センターによって公開された（M.P.C. 61270）。
| 日付       | JPL SBDB 曲線あてはめによる 地球の中心からの距離 | 不確実性 領域 （3シグマ） |
| ---------- | ------------------------------------------------ | ------------------------- |
| 1941-09-02 | 2418754 km                                       | ± 6 km                    |
| 2022-09-01 | 8607710 km                                       | ± 21 km                   |